# Крушельницький Іван Антонович
Іва́н Анто́нович Крушельни́цький (12 листопада 1905, Рогатин (за іншими даними Коломия) — 17 грудня 1934, Київ) — український поет, драматург, графік, мистецтвознавець і літературний критик. Жертва сталінського терору. Батько Лариси Крушельницької.

## Життєпис
Іван Крушельницький народився у м. Рогатині на Прикарпатті в письменницькій родині. Рід Крушельницьких — давній, його витоки сягають XIV ст.
Батько — Антін Володиславович — відомий культурно-освітній діяч краю, приятелював із Василем Стефаником, Лесем Мартовичем, Ольгою Кобилянською, Наталею Кобринською. У 1919 р. призначений міністром освіти Української Народної Республіки; разом з родиною посланий до Праги та Відня з педагогічною місією.
Мати — Крушельницька Марія Степанівна — артистка театру «Руська бесіда» у Львові, почасти драматург (друкувалася під псевдонімом Марія Свобода).
Тож саме походження із сім'ї, де культура була в незмінній пошані, родинні контакти з багатьма діячами літератури і мистецтва Галичини, а потім Відня, широкий доступ до друкованої продукції Львова, Кракова, Відня, Мюнхена, Берліна мали вирішальне значення у формуванні пріоритетів юнака.
Освіту Іван завершив у Відні. Навчався у Віденському університеті, потім перевівся до Карлового університету в Празі, який закінчив 1926 р. Перебування за кордоном принесло відчутну користь майбутньому письменникові: він ознайомився з новими течіями у західноєвропейській літературі, театральному та образотворчому мистецтві. Як вільний слухач відвідував Академію мистецтв, театральну школу, підтримував тісні зв'язки з культурними осередками Європи. Дружні взаємини пов'язували його з відомим австрійським письменником Гуґо фон Гофмансталем, збірку творів якого він видав у власному перекладі.

Іван Крушельницький — студент філософії Віденського університету

У Галичину І. Крушельницький повернувся 1927 р. Багато зусиль доклав до оновлення й збагачення художньо-культурного життя на західноукраїнських землях. Працював учителем у Стрийській гімназії. Разом зі своєю дружиною — відомою піаністкою Галею Левицькою — заснував театральну школу, де намагався втілювати нові ідеї розвитку сценічного мистецтва. Культурно-просвітницька діяльність І. Крушельницького перервалася 15 червня 1929 р., коли він потрапив до Львівської тюрми Баторія. Перебуваючи там, поет читає політв'язням свої вірші, в яких лунають заклики до боротьби за волю і незалежність України:

| Немає сил, щоб нас ввігнати в ляк! Немає бур, щоб ми розбились в них! Розірвем сіть, порвем кривавий сак... Повернем в спів, у сміх Наш гнів! |
Звинуваченого у революційній діяльності І. Крушельницького позбавили права вчителювати в українських школах. Відтоді він жив за рахунок літературної та мистецької праці.
Період 1929—1932 рр., тобто до виїзду в Радянську Україну, — найплідніший у творчості письменника. Саме тоді створено основне з його поетичного та драматичного доробку, написана більшість літературно-критичних та мистецтвознавчих статей. Багато і плідно працював він у різних жанрах, друкувався здебільшого на сторінках часопису «Нові шляхи» та в «Літературно-науковому віснику». Виступав з оглядами і рецензіями на поетичні збірки. Тоді окремими виданнями вийшли дослідження: «Святослав Гординський», «Спиридон Черкасенко», «Шляхи життя», «Шляхи сучасного театру», «Драматурги німецької модерни останніх літ», «Джерела творчості Ярослава Галана» та ін.
З його ініціативи у Львові виникло «західноукраїнське мистецьке об'єднання» (ЗУМО), до якого увійшли такі відомі діячі, як художник О. Новаківський, композитори М. Колесса, Г. Левицька та інші. Об'єднання видавало «Альманах лівого мистецтва», що його редагував І. Крушельницький. Вже у першому випуску він звернувся із закликом до творчого згуртування митців, спроможних творити для «працюючого класу».
Тим часом польська окупаційна влада у Галичині розгорнула справжній наступ на українські громадські організації, культурні товариства, пресу. Від закриття Таємного Українського університету в 1925 р., масового скорочення українських шкіл вона перейшла до масових каральних акцій, сумнозвісної пацифікації у містах і селах Західної України.
У вересні 1932 р. разом із сестрою Володимирою Іван Крушельницький виїхав в УРСР. Працював науковим співробітником Українського науково-дослідного інституту матеріальної культури у Харкові, займався дослідженням західноукраїнського мистецтва, перекладав, виступав на сторінках періодики зі статтями на теми літератури і мистецтва.
Через кілька місяців до Харкова переїхала решта родини Крушельницьких (у Львові залишилася дружина Івана, бо мала концертні контракти). Мешкали у відомому будинку письменників «Слово» на вулиці Червоних Письменників (нині - вул.Культури). Іван Антонович із захопленням вдивлявся в «нове життя», збагачувався враженнями, чимало подорожував. Декілька разів зустрічався у Москві з артистами Камерного театру на читці своїх п'єс.
5 листопада 1934 р. його безпідставно заарештовано і звинувачено, як і багатьох інших «західняків», в організації підготовки терористичних актів проти керівників радянської влади. 13 грудня 1934 р. виїзна сесія Військової колегії Верховного суду СРСР, що засідала у Києві, на підставі постанови президії ЦВК СРСР від 1 грудня 1934 р., засудила Івана Крушельницького (разом із братом Тарасом, Г. Косинкою, Д. Фальківським, О. Влизьком, Костем Буревієм, — всього двадцять вісім чоловік) до розстрілу. Є свідчення, що присуду не чекали, а стратили їх за день чи два до вироку, у підвалі Жовтневого палацу в Києві.
Інші члени родини Крушельницьких — Антін, Богдан, Остап, Володимира, які виїхали в УРСР (крім матері, яка померла 1935 р. у Харкові і могила якої, як і могили інших українських діячів на харківському кладовищі, знищена), були заслані на Соловки й розстріляні в 1937 р.

## Про творчість Івана Крушельницького
Творчість Івана Крушельницького почала повертатися до читачів лише після реабілітації родини Крушельницьких, у середині 1950-х років. 1964 р. видана книжка його вибраних творів «Пісня про руки» (вірші з різних збірок, поеми «З-над прірви», «Поема про різьбяра», драми «На скелях», «Мури і межі»).
Після поезії, чи не найбільше уваги І. Крушельницький присвятив драматургії. У Львові вийшли його п'єси «Спір за мадонну Сільвію» (1930) та «Мури і межі» (1932). На конкурсі Народного Комісаріату освіти до 15-річчя революції 1932 року в Росії була удостоєна Першої премії п'єса «На скелях (Каверна № 16)», яку, за свідченням автора, мав ставити у «Березолі» Лесь Курбас. Написав І. Крушельницький також п'єси «Бурі над Заходом», «Біле й червоне». Одначе з першої була опублікована лише одна дія, решта пропала або залишилася в архівах НКВС.
Письменник переклав з німецької твори Вольфа Бірога, Іргіна Егенбрехта, Віллі Р. Фезе, Гуго Гофмансталя.

І. Крушельницький. «Алея» (туш, перо). Родаун, 1922

Графіка — ще одна з граней щедрого таланту І. Крушельницького. Його дар рисувальника для нас є дуже суттєвим, оскільки саме тут, у доробку одного автора, найнаочніше зосередилися ті еволюційні ознаки, що характеризують образотворче мистецтво України й, зокрема, Галичини після Першої світової війни — від стилістичних канонів до конструктивістських і форм загальноєвропейського масштабу.
Ситуація в оцінці мистецьких здобутків Івана Крушельницького ускладнюється тим, що з усього його доробку упродовж десяти років (є всі підстави припускати, що після переїзду в 1932 р. до Харкова він, якщо і звертався до графіки, то дуже епізодично) уціліли лише 22 оригінали та 13 фотографій. Як немилосердно обійшлася тоталітарна державна машина з життям родини Крушельницьких, так само нещадною вона була й до їхніх духовних здобутків. І все ж, навіть на неповних чотирьох десятках зображень, можна прослідкувати напрями розвитку творчої особистості Крушельницького-графіка.

І. Крушельницький. «Вілла в Родауні» (туш, перо). Родаун, 1922

Найсильнішим І. Крушельницький залишається у жанрі традиційного краєвиду — ліси, з-поміж крон дерев яких проглядають ідилічні містечка, квітучі луки, морські затоки, які глибоко врізаються поміж круті береги, а понад усім цим небо — з купчатими хмарами: шаруватими, перистими, які існують згідно з власними, непідвладними людям й до кінця не збагненними законами. Саме таким філософським трактуванням «п'ятого океану», який омиває нашу планету, І.Крушельницький засвідчив не тільки в графіці Галичини, а й у всьому образотворчому мистецтві середини й другої половини XX ст. цю тему, розвинуту пізніше П. Обалем та З. Флінтою.
В окремих своїх роботах художник застосовував мову експресіоністів. Так, у «Композиції» (1930), прослідковується вплив манери чесько-німецького рисувальника Альфреда Кубіна. У деяких творах («Фантастичні птахи»; 1931) відчутний повів наймоднішого тоді стилю арт деко, або ж поєднання його, вдале і гармонійне, з рисами сецесії, як в автоілюстрації до збірки «Бурі і вікна». В цілому, І. Крушельницький еволюціонував у напрямі, в якому рухалося все прогресивне європейське мистецтво 1920-х років — до конструктивної ясності, не обтяженої будь-якими декоративними зайвинами.
Визначаючи місце Івана Крушельницького у контексті українського мистецтва початку XX ст., можна стверджувати, що за неповне десятиріччя автор не тільки засвоїв основи професійної графіки, але і в своєму світоглядному розвитку сконцентрував усе найліпше, що було винайдене образотворчим мистецтвом першої третини XX ст. Еволюціонувавши від естетики сецесії до конструктивізму, він у галузі щонайменше графіки міг стати новатором, одним з лідерів, без доробку якого наша культура, поза сумнівом, стала біднішою.
Загинувши 29-річним, І. Крушельницький не реалізував себе сповна як творча особистість, проте у розбудові української культури є і його чималий внесок.
Його життя було коротким, а доля — трагічною, як і усієї великої родини Крушельницьких, що дала українській національній культурі багатьох діячів у різних галузях мистецтва, літератури, громадського життя. Як доля тих представників західноукраїнської інтелігенції, які повірили у можливість будівництва української державності на засадах соціалізму, в складі Радянського Союзу, і вирішили взяти участь в цьому будівництві, поплатившись головами за свої ілюзії. Як, нарешті, доля більшості діячів українського національного відродження, що ввійшло в нашу історію під назвою «Розстріляне Відродження». Імена членів родини Крушельницьких сьогодні знову ожили серед імен тих, хто прагнув правди і світла, жив і працював для народу, для України. У пам'яті нащадків вони залишаться як символ української Голгофи.